# Dashaun Wesley
Dashaun Wesley es un actor, bailarín, presentador e icono de la cultura ball estadounidense, conocido por interpretar a Shadow Khan en Pose y por presentar las tres temporadas de Legendary.

## Carrera
Dashaun ha comentado que antes de iniciarse en la cultura ball fue fuertemente influenciado por la música de Michael Jackson. Actualmente es conocido como el "rey del vogue".
En 2018 lanzó a YouTube el vídeo musical Vogue the house up junto con Packrat, Polina Glen y Carlos Lanvin.

## Filmografía

### Ficción
| Año       | Título        | Papel  | Notas       |
| --------- | ------------- | ------ | ----------- |
| 2015      | The Wiz Live! |        | Película    |
| 2018      | Hit the Floor |        | 1 episodio  |
| 2019-2021 | Pose          | Shadow | 8 episodios |

### Telerrealidad
| Año       | Título                      | Papel                | Notas             |
| --------- | --------------------------- | -------------------- | ----------------- |
| 2009      | America's Best Dance Crew'& | Él mismo             | 9 episodios       |
| 2009      | It's on with Alexa Chung    | Él mismo             | 1 episodio        |
| 2014      | I Love the 2000s            | Él mismo             | 1 episodio        |
| 2015      | Magic Mike XXL              | Voguer #2            |                   |
| 2018      | My House                    | Comentarista de ball | 1 episodio        |
| 2020      | The X Change Rate           | Él mismo             | Invitado especial |
| 2020-2022 | Legendary                   | Presentador          | 29 episodios      |